# نظرین شاه
نظرین شاه (به انگلیسی: Nazrin Shah) با نام کامل سلطان نظرين معزالدين شاه ابن المرحوم سلطان ازلن محب الدين شاه المغفور له از ماه دسامبر ۲۰۱۶ متصدی مقام معاون یانگ دی‌پرتوان آگونگ مالزی گردید. او همچنین پسر عمو نیمه سوم تونکو اسماعیل ابن سلطان ابراهیم (ولیعهد ایالت جوهور) است زیرا جد مشترک هر دو آنها به سلطان ادریس شاه اول از پراک ختم می‌شود.